# Rally Cataluña de 1996
El Rally Cataluña de 1996, oficialmente 32º Rally Catalunya - Costa Brava (Rallye de España), fue la edición 32.ª, la novena y última ronda de la temporada 1996 del Campeonato Mundial de Rally y la séptima ronda del Mundial 2 Litros. Se celebró del 4 al 6 de noviembre y contó con un itinerario de dieciocho tramos de asfalto que sumaban un total de 393,26 km cronometrados.
El vencedor fue Colin McRae a bordo de un Subaru Impreza que lograba su primera victoria en la prueba española y la tercera del año. Segundo y a solo siete segundos terminó su compañero de equipo Piero Liatti que se peleó con McRae durante todo el rally, que lideró hasta el penúltimo tramo y marcó cuatro scratch. Tercero fue Bruno Thiry con un Ford Escort RS Cosworth que a pesar de su buen inicio de carrera solo pudo ser tercero, aunque consiguió ir líder el primer día y marcar el mejor tiempo en cuatro tramos igual que Liatti. En el campeonato de producción venció Gustavo Trelles.

## Itinerario y ganadores
| Día       | Tramo | Nombre                  | Distancia | Ganador                  | Tiempo | Vel. media | Líder rally  |
| --------- | ----- | ----------------------- | --------- | ------------------------ | ------ | ---------- | ------------ |
| 1 (4 nov) | SS1   | La Trona 1              | 12.92 km  | Bruno Thiry              | 8:43   | 88.93 km/h | Bruno Thiry  |
| 1 (4 nov) | SS2   | Alpens - Les Llosses 1  | 22.03 km  | Piero Liatti             | 14:05  | 93.86 km/h | Piero Liatti |
| 1 (4 nov) | SS3   | Coll de Santigosa 1     | 10.66 km  | Bruno Thiry              | 6:53   | 92.92 km/h | Bruno Thiry  |
| 1 (4 nov) | SS4   | Coll de Bracons 1       | 19.99 km  | Colin McRae              | 13:13  | 90.75 km/h | Bruno Thiry  |
| 1 (4 nov) | SS5   | La Roca - Sant Hilari 1 | 36.21 km  | Bruno Thiry Freddy Loix  | 23:01  | 94.39 km/h | Bruno Thiry  |
| 1 (4 nov) | SS6   | Cladells                | 13.74 km  | Freddy Loix              | 9:25   | 87.55 km/h | Piero Liatti |
| 2 (5 nov) | SS7   | La Riba                 | 34.57 km  | Tommi Mäkinen            | 21:57  | 94.50 km/h | Piero Liatti |
| 2 (5 nov) | SS8   | Prades                  | 14.21 km  | Piero Liatti             | 8:43   | 97.81 km/h | Piero Liatti |
| 2 (5 nov) | SS9   | El Priorat              | 21.55 km  | Piero Liatti             | 15:21  | 84.23 km/h | Piero Liatti |
| 2 (5 nov) | SS10  | La Figuera              | 24.17 km  | Piero Liatti Colin McRae | 15:37  | 92.86 km/h | Piero Liatti |
| 2 (5 nov) | SS11  | La Bisbalde Falset      | 25.15 km  | Colin McRae              | 16:19  | 92.48 km/h | Piero Liatti |
| 2 (5 nov) | SS12  | Escaladei               | 21.68 km  | Colin McRae              | 13:16  | 98.05 km/h | Piero Liatti |
| 2 (5 nov) | SS13  | La Riba                 | 34.57 km  | Bruno Thiry Colin McRae  | 21:47  | 95.22 km/h | Piero Liatti |
| 3 (6 nov) | SS14  | La Trona 2              | 12.92 km  | Bruno Thiry              | 8:42   | 89.10 km/h | Piero Liatti |
| 3 (6 nov) | SS15  | Alpens- Les Llosses 2   | 22.03 km  | Colin McRae              | 13:53  | 95.21 km/h | Piero Liatti |
| 3 (6 nov) | SS16  | Coll de Santigosa 2     | 10.66 km  | Colin McRae              | 6:51   | 93.37 km/h | Piero Liatti |
| 3 (6 nov) | SS17  | Coll de Bracons 2       | 19.99 km  | Colin McRae              | 13:06  | 91.56 km/h | Colin McRae  |
| 3 (6 nov) | SS18  | La Roca - Sant Hilari 2 | 36.21 km  | Colin McRae              | 22:54  | 94.87 km/h | Colin McRae  |

## Clasificación final
| Pos.                 | Piloto               | Copiloto                | Automóvil                     | Tiempo  | Diferencia | Puntos |
| WRC                  | WRC                  | WRC                     | WRC                           | WRC     | WRC        | WRC    |
| -------------------- | -------------------- | ----------------------- | ----------------------------- | ------- | ---------- | ------ |
| 1.                   | Colin McRae          | Derek Ringer            | Subaru Impreza 555            | 4:14:20 | 0.0        | 20     |
| 2.                   | Piero Liatti         | Fabrizia Pons           | Subaru Impreza 555            | 4:14.27 | +0:07      | 15     |
| 3.                   | Bruno Thiry          | Stephane Prevot         | Ford Escort RS Cosworth       | 4:15.38 | +1:18      | 12     |
| 4.                   | Freddy Loix          | Sven Smeets             | Toyota Celica GT-Four (ST205) | 4:15.55 | +1:35      | 10     |
| 5.                   | Tommi Mäkinen        | Juha Repo               | Mitsubishi Lancer Evo III     | 4:16.12 | +1:52      | 8      |
| 6.                   | Patrick Bernardini   | Dominique Savignoni     | Ford Escort RS Cosworth       | 4:17.30 | +3:10      | 6      |
| 7.                   | Kenneth Eriksson     | Staffan Parmander       | Subaru Impreza 555            | 4:18.01 | +3:41      | 4      |
| 8.                   | Oriol Gómez          | Marc Martí              | Renault Megane                | 4:18.22 | +4:02      | 3      |
| 9.                   | Rui Madeira          | Nuno Rodrigues da Silva | Toyota Celica GT-Four (ST205) | 4:19.19 | +4:59      | 2      |
| 10.                  | Angelo Medeghini     | Barbara Medeghini       | Subaru Impreza 555            | 4:21.58 | +7:38      | 1      |
| PWRC                 |                      |                         |                               |         |            |        |
| 1.(14.)              | Gustavo Trelles      | Jorge del Buono         | Mitsubishi Lancer Evo III     | 4:33.48 | 0.0        |        |
| 2.(16.)              | Uwe Nittel           | Christina Thörner       | Mitsubishi Lancer Evo III     | 4:34:21 | +33        |        |
| 3.(20.)              | Jacques Andreani     | Cédric Pirotte          | Mitsubishi Lancer Evo III     | 4:40:27 | +6:39      |        |
| 2L-WRC               |                      |                         |                               |         |            |        |
| 1. (8.)              | Oriol Gómez          | Marc Martí              | Renault Megane                | 4:18.22 | 0.0        |        |
| 2.(11.)              | Jaime Azcona         | Alfredo Rodríguez       | Peugeot 306 S16               | 4:23:17 | +4:55      |        |
| 3.(12.)              | Josep María Bardolet | Joaquim Muntada         | Seat Ibiza Kit Car            | 4:23:31 | +5:09      |        |
| Campeonato de España |                      |                         |                               |         |            |        |
| 1.(11.)              | Jaime Azcona         | Alfredo Rodríguez       | Peugeot 306 S16               | 4:23:17 | 0.0        |        |
| 2.(21.)              | Daniel Rodríguez     | Jordi Albadalejo        | Renault Clio Williams         | 4:40:31 | +17:14     |        |
| 3.(22.)              | David Guixeras       | Albert Piferrer         | Peugeot 106 Rallye            | 4:40:44 | +17:27     |        |
| 4.(25.)              | Sergio Vallejo       | Diego Vallejo           | Citroën ZX 16V                | 4:44:29 | +21:12     |        |

| Predecesor: Australia 1996 | Mundial 2 Litros 1996 | Sucesor: Gran Bretaña 1996 |